# Deep South Wrestling
Deep South Wrestling — колишній американський промоушен професійного реслінґу, що був розташований у місті МакДонуґ, штат Джорджія, США. З 2005 року до 18 квітня 2007 року промоушен співпрацював з WWE як терен розвитку для молодих талантів. Власником та засновником Deep South Wrestling був Джоді Гамільтон.

## Історія
1 вересня 2005 року пройшло перше живе шоу. Через два місяці Майк Мізанін за скутками турніру став першим Чемпіоном Deep South у важкій вазі. Шоу транслювалося щотижня по каналу Comcast Sports South щонеділі ввечері о 23:30.
Певний час промоушен працював у співтоваристві з WWE як терен для розвитку молодих талантів але 18 квітня 2007 року офіційний представник wwe оголосив про припинення співпраці. Теж саме підтвердили і на офіційному сайті промоушену. Молоді таланти приєдналися до Ohio Valley Wrestling.
30 квітня 2009 Джорді Гамільтон подав позов на WWE із заявою, що WWE неправильно розірвали угоду і навмисно створювали перешкоди в їхніх обопільних ділових відносинах. Позов був поданий 20 квітня і розглядався в окрузі Фултон, штат Джорджія.

## Останні чемпіони
| Титул                              | Переможець                | Дата виграшу  | Виграв у                         |
| ---------------------------------- | ------------------------- | ------------- | -------------------------------- |
| Чемпіог Deep South у важкій вазі   | Остін Крід                | 12 липня 2007 | Перемігши Murder One у турнірі   |
| Чемпіони DSW у командних змаганнях | Каліб Конлі & Сал Рінауро | 26 липня 2007 | Претті Бой Флойд & Саймон Сермон |